# Globba intermedia
Globba intermedia là một loài thực vật có hoa trong họ Gừng. Loài này được S.N.Lim mô tả khoa học đầu tiên năm 1972.